# علی‌مردان خان (سردار)

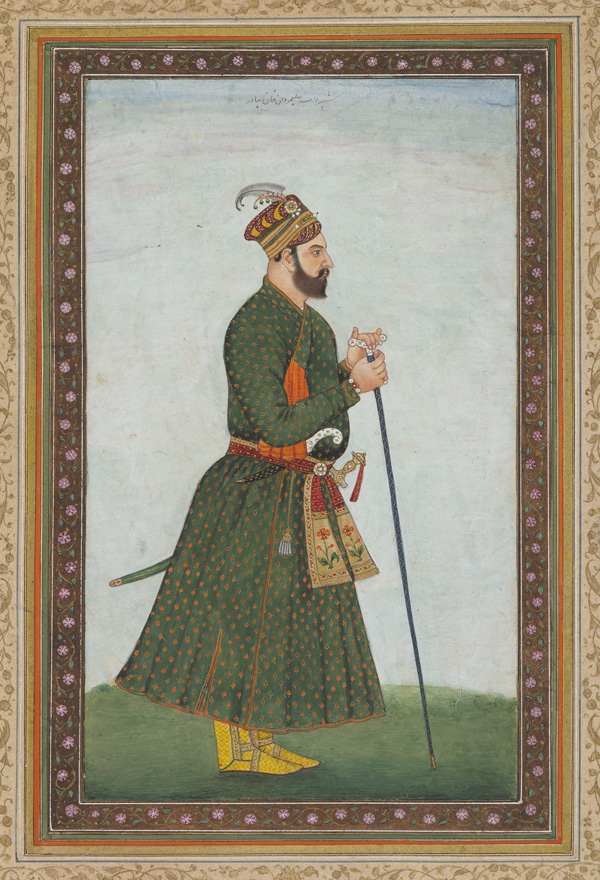
تصویر علی‌مردان خان

علی‌مردان خان (زاده؟ – درگذشته ۱۶۵۷ میلادی)، از سرداران نظامیِ کرد زمانِ شاه عباس صفوی، شاه صفی و شاه جهان بود، او فرزند گنج‌علی خان بود.
علی‌مردان خان در شهر لاهور در پاکستان، مدفون است.

## تسلیم قندهار به هند
شاه جهان، امپراتور هند، در مقابل تسلیم قندهار به هند بدون نبرد، علی‌مردان خان را فرماندار کشمیر، کابل و لاهور نمود و سپس به عنوان امیر الامرای خود برگزید. در سال ۱۶۵۷میلادی، هشت سال پس از اینکه شاه عباس دوم و چهل هزار نفر سرباز ایرانی قندهار را از هندیان بازپس گرفتند، علی‌مردان خان مُرد و در لاهور به خاک سپرده شد. علی‌مردان خان بناهای بسیاری در هند و پاکستان ساخت و مقبره‌اش در لاهور معروف است.

## نگارخانه

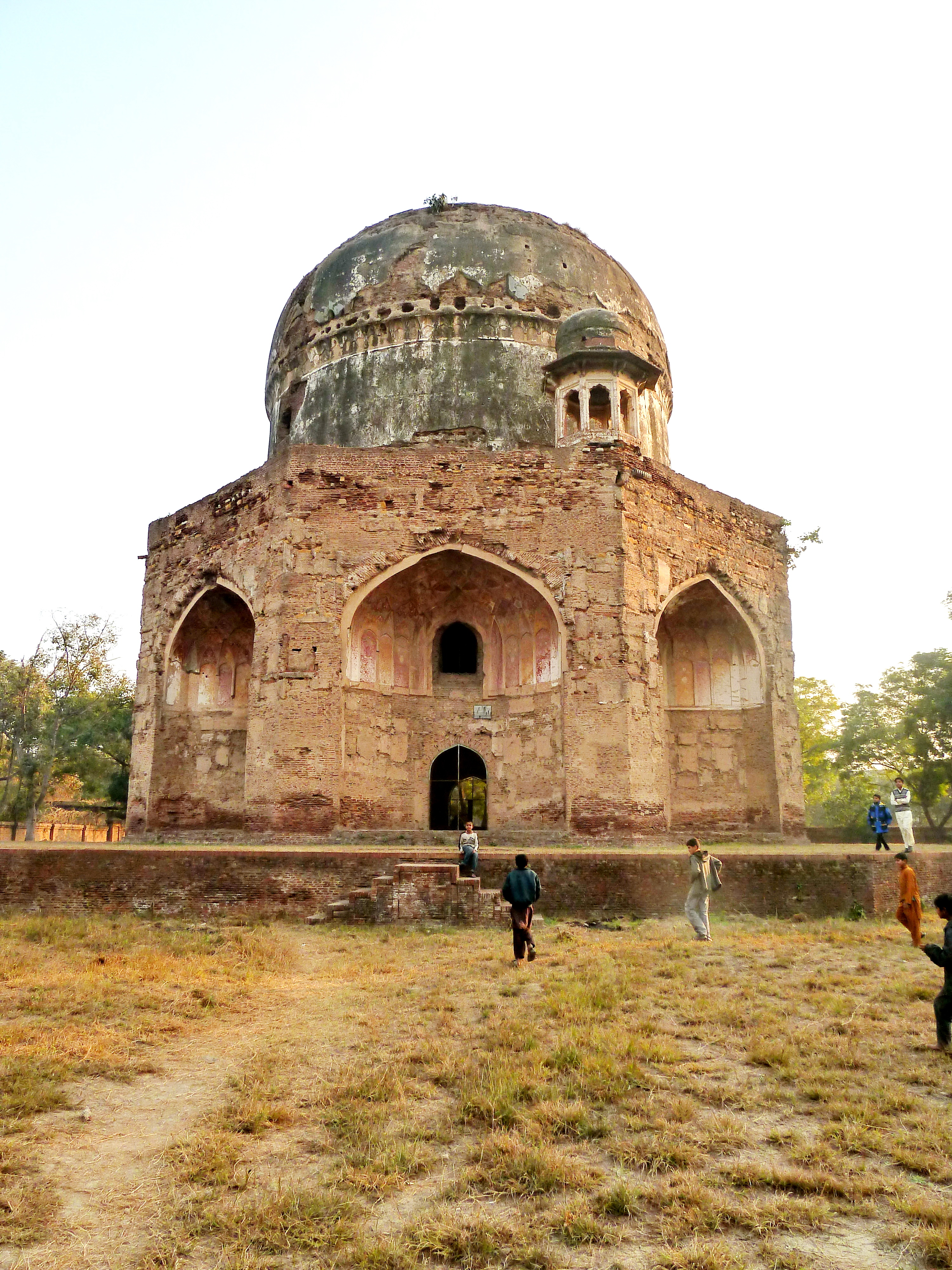
قبر علی‌مردان‌خان
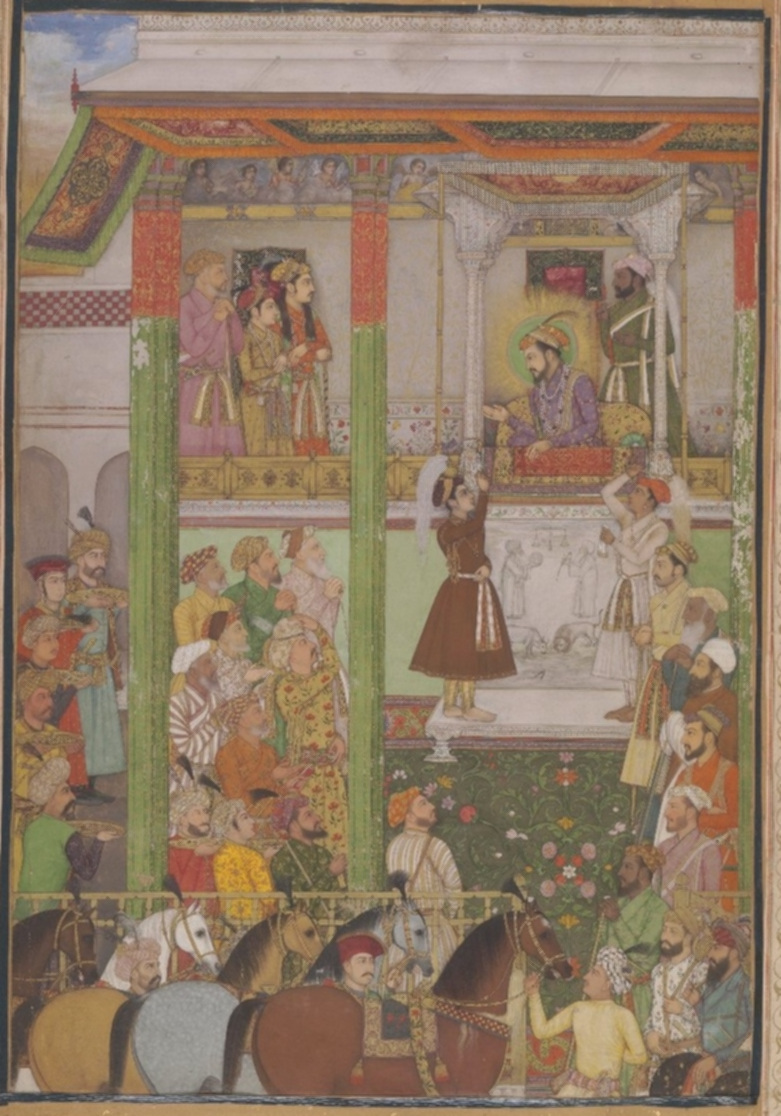
علی‌مردان خان در دربار شاه جهان
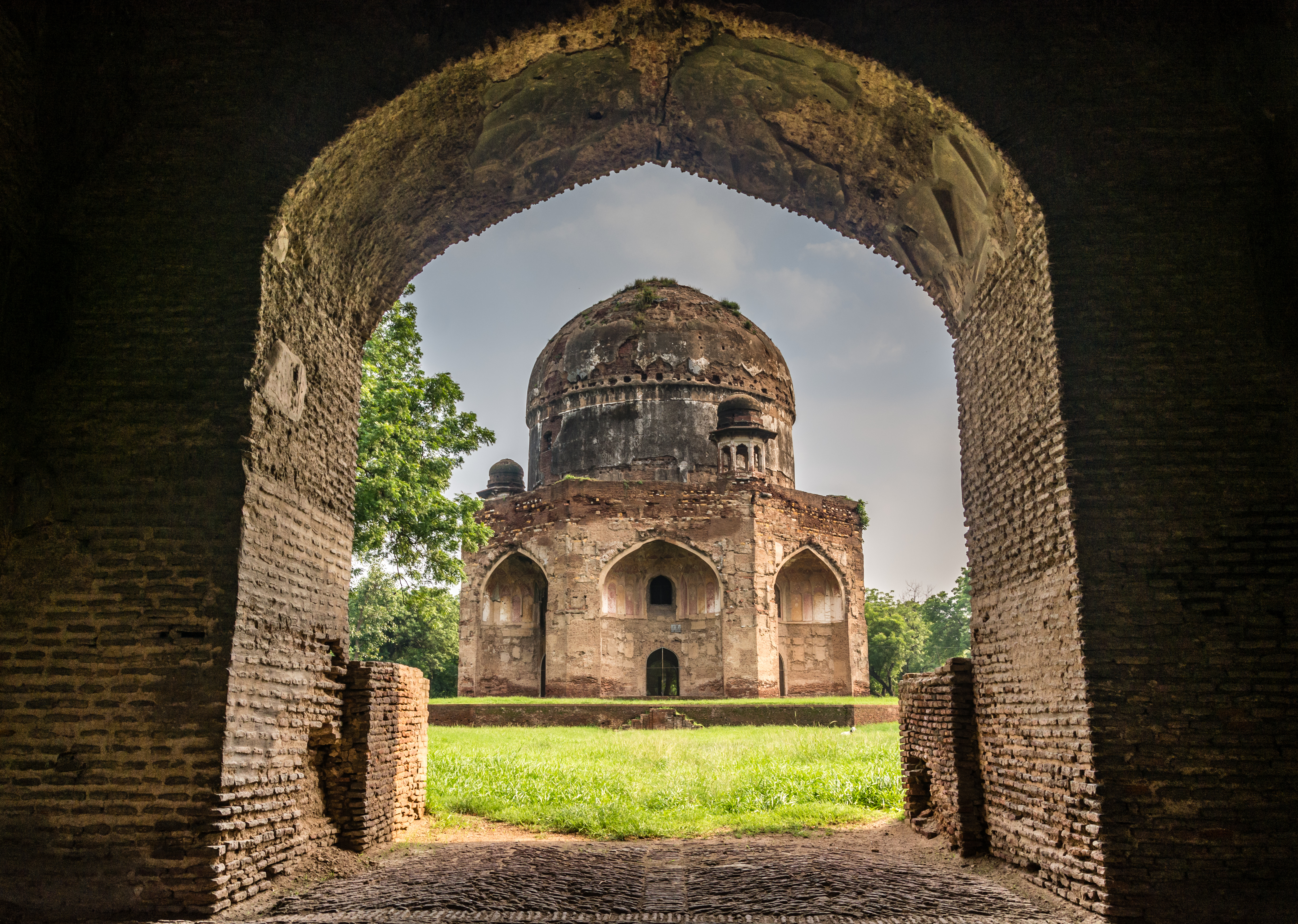
مقبره علی‌مردان‌خان در لاهور